# M3GAN 2.0
M3GAN 2.0 är en amerikansk skräckfilm, med premiär i USA den 27 juni 2025. Den är en uppföljare till filmen M3GAN och liksom sin föregångare regisserad av Gerard Johnstone.

## Handling
Två år efter M3GAN:s framfart återskapas hon av Gemma i syfte att slå ner Amelia, ett militärt vapen som byggdes av en försvarsentreprenör som har stulit M3GAN:s underliggande teknik.

## Rollista (i urval)
| Jemaine Clement  |          |
| Allison Williams | – Gemma  |
| Violet McGraw    | – Cady   |
| Ivanna Sakhno    | – Amelia |